# Taboola
Taboola ist ein internationales Werbetechnologieunternehmen mit Hauptsitz in New York City. Das börsennotierte Unternehmen wurde 2007 von Adam Singolda gegründet. Taboolas Anzeigenplattform bietet Werbeprodukte auf Verlagsseiten im Internet und digitalen Endgeräten.

## Geschichte
Taboola wurde 2007 von Adam Singolda in Israel gegründet. Der Firmensitz wurde später nach New York City verlegt. Das Unternehmen stellte zunächst eine Empfehlungsmaschine für Videoinhalte bereit. Im November 2007 erhielt Taboola 1,5 Millionen Dollar Investitionskapital. Es folgten 4,5 Millionen Dollar im November 2008 und 9 Millionen Dollar im August 2011. Im Februar 2013 erhielt das Unternehmen weitere 15 Millionen US-Dollar. Seit 2019 bietet Taboola sekündlich 500.000 Empfehlungen, dank der Implementierung in global führende Nachrichtenseiten, wie The Weather Company von IBM.
Im Jahr 2014 erwarb Taboola „Perfect Market“, ein in Kalifornien ansässiges Unternehmen für programmatische Werbung. Im Februar 2015 erhielt die Werbeplattform in einer Finanzierungsrunde der Serie E 117 Millionen US-Dollar. Im Mai desselben Jahres kündigte Taboola eine zusätzliche Finanzierung von Baidu in nicht bekannt gegebener Höhe an. Im Juli 2016 erwarb die Firma ConvertMedia, eine Empfehlungsmaschine für Videoinhalte. Die Bedingungen des Deals wurden nicht bekannt gegeben. Im Januar 2017 erwarb Taboola „Commerce Sciences“, eine Webseiten-Personalisierungsplattform, für einen unbekannten Betrag. Die Technologie von Commerce Sciences kann das Layout einer Webseite ändern, je nachdem, ob Benutzer eher dazu geneigt sind, auf Bannerwerbung zu klicken, einen Newsletter zu abonnieren oder mit einem Video zu interagieren.
Im Oktober 2019 gab Taboola bekannt, vorbehaltlich der behördlichen Genehmigung mit seinem Rivalen Outbrain fusionieren zu wollen. Bei einer Umsetzung hätte der Deal die beiden größten Content-Empfehlungsplattformen des Internets zusammengeführt. Ziel dieser Fusion war es, dass die beiden Unternehmen ein größeres Publikum erreichen, um gegenüber den Werbeaktivitäten von Unternehmen wie Google und Facebook wettbewerbsfähiger zu sein. Gemäß den Bedingungen des Deals hätte Taboola den Aktionären von Outbrain 30 Prozent des kombinierten Aktienvolumens des Unternehmens und 250 Millionen US-Dollar in bar gezahlt.
Der starke Einbruch der Werbeeinnahmen durch die Coronavirus-Pandemie im Jahr 2020 brachte Taboola und Outbrain zurück an den Verhandlungstisch. Beide Unternehmen gaben an, dass ihre Anzeigenpreise zu Beginn der Pandemie zweistellig gesunken seien. Das Wall Street Journal berichtete, dass der Umsatzrückgang es Taboola und Outbrain erschwerte, weiterhin die festen Zahlungen an ihre Publisher-Partner zu leisten. Im September 2020 konnten sich Taboola und Outbrain nicht auf überarbeitete Bedingungen einigen, und beschlossen, als unabhängige Organisationen weiterzumachen.
Nach einer Fusion mit der Zweckgesellschaft „ION Acquisition Corp“ am 30. Juni 2021 ging Taboola mit einem Wert von rund 2,6 Milliarden US-Dollar an die Börse (NASDAQ). Am 23. Juli 2021 gab Taboola bekannt, dass es „Connexity“, ein Marketingtechnologieunternehmen, das ein auf Einzelhandel und E-Commerce ausgerichtetes Werbenetzwerk betreibt, für 800 Millionen US-Dollar von der „Symphony Technology Group“ übernehme. Laut der Ankündigung ist das Unternehmen nach Abschluss der Übernahme der E-Commerce-Zweig von Taboola.
Taboola hat im Jahr 2022 Niederlassungen in 22 Städten weltweit, darunter Berlin und München in Deutschland.
Im Juni 2022 gab das Unternehmen bekannt, dass „Gravity R&D“ übernommen wurde. Gravity ist ein Unternehmen für Personalisierungstechnologie, das durch den Gewinn des Netflix-Preises auf sich aufmerksam gemacht hatte. Netflix hatte zu einem öffentlichen Wettbewerb aufgerufen, um ein Team zur Verbesserung ihres Inhaltsempfehlungsalgorithmus zu finden.

## Produkte und Geschäftsmodell
Taboola erstellt die Seitenbereiche „Around The Web“ und „Recommended For You“ am Ende vieler Webseiten, eine Form von Native Advertising. Darüber hinaus empfiehlt die Plattform relevante Inhalte, einschließlich Videoinhalte. Taboola wird von Content-Publishern verwendet, um Benutzer zu ermutigen, mehr Artikel auf der gleichen Website zu konsumieren, oder um Einnahmen aus Empfehlungs-Traffic zu erzielen. Vermarkter sowie Marken bieten um Aufrufe ihrer Inhalte. Ein Algorithmus zeigt dann den Inhalt des Werbetreibenden bestimmten Usern, basierend auf dem Inhalt, den sie soeben konsumiert haben, den Inhalten, die sie sich in der Vergangenheit angesehen haben, der Länge und den Metadaten des Inhalts und anderen Faktoren. Taboola bietet zudem Tools für Publisher, um anstößige Inhalte zu entfernen und Anzeigen zu überprüfen, bevor sie angezeigt werden.
Taboola liefert jede Sekunde etwa eine halbe Million Inhaltsempfehlungen. Diese werden auf einer Website mit einer JavaScript-Zeile implementiert. Die Taboola-Choice-Funktion, die 2013 eingeführt wurde, gibt den Benutzern die Möglichkeit, Empfehlungen herauszufiltern, die sie nicht sehen möchten. Eine API für mobile Apps wurde im Dezember desselben Jahres ergänzt. 2015 begann Taboola mit der Ausweitung weiterer Funktionen auf mobilen Geräten, nutzergenerierten Inhalten und Apps. Im Jahr 2017 fügte das Unternehmen einen Facebook-ähnlichen scrollbaren Feed mit Links zu Artikeln und Videos hinzu.

### Kontextbezogene Werbung
Die Empfehlungen von Taboola basieren auf einem kontextbezogenen Werbemodell und nicht auf Cookie-basiertem Targeting, das von anderen Online-Werbeplattformen wie Google und Facebook verwendet wird.

### Taboola-Produkte
| Produkt          | Für                                                 | Beschreibung |
| ---------------- | --------------------------------------------------- | --- |
| Taboola Ads      | Werbetreibende                                      | Die PPC-Werbeplattform von Taboola, die es Werbetreibenden ermöglicht, Werbekampagnen auf den Websites von Publishern durchzuführen. |
| Taboola Feed     | Publisher                                           | Unter den Inhalten auf der Homepage ist der Taboola Feed darauf ausgelegt, das Erlebnis des Scrollens in sozialen Netzwerken nachzuahmen, und liefert Usern relevante „Karten“, die eine breite Palette von Inhalten enthalten, darunter gesponserte Artikel und Videos, sowie Module von Drittanbietern, z. B. lokale Wettervorhersagen.                                                                          |
| Taboola Widget   | Publisher                                           | Das klassische Inhaltsempfehlungs-Widget von Taboola ermöglicht es Publishern, ihre Online-Seiten zu personalisieren, ähnlich wie Amazon und Netflix ihren Benutzerinnen und Benutzern Empfehlungen anzeigen. Publisher können das Taboola-Widget verwenden, um entweder organische oder gesponserte Inhalte bei ihrer Leserschaft zu bewerben und gleichzeitig das Engagement und die Monetarisierung zu fördern. |
| Taboola Smartbid | Werbetreibende                                      | Smartbid ist eine halbautomatische Gebotsstrategie, die auf Deep Learning basiert und entwickelt wurde, um Impressionen zu finden und sich auf die zu konzentrieren, die am wahrscheinlichsten zu Conversions für den Werbetreibenden führen. |
| Taboola Newsroom | Publisher                                           | Analytics-Dashboard in Echtzeit, das Redaktionsteams netzwerkübergreifend Auswertungen von inhaltlichen Trends visualisiert. Taboola Newsroom soll datenbasierte Entscheidungen zu journalistischen Inhalten unterstützen, um das Engagement und die Leserschaft zu erhöhen. |
| Taboola News     | Mobilgerätehersteller, Mobilfunkanbieter, Publisher | Auf mobilen Endgeräten integrierte App, die User personalisierte Nachrichteninhalte aus dem Netzwerk von Taboola bereitstellt. |
| Homepage for You | Publisher                                           | Ermöglicht Redaktionen die Verwendung von KI zur Bereitstellung von Inhalten, die auf die Interessen ihrer Leserschaft zugeschnitten sind, mit dem Ziel, mehr Aufmerksamkeit zu erregen und das Engagement zu steigern. Die jeweilige Homepage soll sich in Echtzeit den antizipierten Interessen anpassen. |